# نادي ميتز
نادي ميتز لكرة القدم (بالفرنسية: Football Club de Metz)‏ نادي كرة قدم فرنسي يلعب في الدرجة الأولى في موسم 2020-2021. كان النادي قد هبط إلى دوري الدرجة الثانية في موسم 2017-2018 وبقي فيها حتى موسم 2019-2020. تم تأسيس النادي في سنة 1932.